# Besny-et-Loizy
Besny-et-Loizy là một xã ở tỉnh Aisne, vùng Hauts-de-France thuộc miền bắc nước Pháp.